# Рыбинск-Пассажирский
Рыбинск-Пассажирский — пассажирско-грузовая железнодорожная станция Ярославского региона Северной железной дороги и главный железнодорожный вокзал города Рыбинска Ярославской области. Адрес: Пассажирская ул., 1а.

## История
Открытие вокзала в Рыбинске по проекту К. К. Рахау состоялось 4 июня 1870 года. Оно было приурочено к окончанию строительства и началу регулярного движения по Рыбинско — Бологовской линии, построенной «Обществом Рыбинско-Бологовской железной дороги». В этот день, после молебна, при большом скоплении народа и под звуки духового оркестра из Рыбинска в Москву отправился первый пассажирский поезд. Первый вокзал был деревянным и сгорел в 1902 году. Современный вокзал был возведен в 1904—1905 г.г. компанией, построившей первое деревянное здание вокзала. К этому времени «Общество Рыбинско-Бологовской железной дороги» значительно расширилось и поменяло свое название на «Общество Московско-Виндаво-Рыбинской железной дороги». Новое здание вокзала было возведено по проекту архитектора С. И. Минаша в стиле «модерн» (венский сецессион). Со стороны путей был сооружен крытый дебаркадер на изящных профилированных стойках с резными кронштейнами. Соседние деревянные павильоны нового здания вокзала, располагавшиеся от него по обе стороны вдоль железной дороги, были сохранены до конца 90-х годов XX века.
После открытия в начале XX века вокзал был центром городской светской жизни, где проходили балы, устраивали концерты и званые вечера.
Рядом с историческим зданием вокзала в 2006 году был построен и сдан в эксплуатацию административно-хозяйственный корпус с залом ожидания и кассами. По состоянию на 2020 год — не эксплуатируется.
В 2008 году вокзал был закрыт на реставрацию под руководством архитектора Натальи Гончаровой. Из-за несогласования бюджетов города и РЖД ремонт был начат только в 2011 году. 25 ноября 2014 года после полной реставрации вокзал и привокзальная площадь после реконструкции были открыты. В помещении бывшего ресторана расположился зал ожидания автобусного вокзала. Перрон вокзала сделан крытым, как на момент открытия в 1905 году. В 2016 году коллектив реставраторов вокзала победил в международном конкурсе «Зодчество 2016».

## Архитектура
Второе здание исторического вокзала наследует композицию предыдущего деревянного: от центральной части к боковым объемам здания ведут прямые галереи. Фасад вокзала симметричен относительно его центрального объема (парадного входа). Стены вертикально «прорезают» линию крыши декоративными «башенками» по ее периметру, что задает ритм всему фасаду. Малые входы по обеим сторонам от центральной части вокзала обозначены более высокими башнями. Фасад рустован, высокие узкие окна находятся в нишах и разделены с малыми низкими окнами декором. Под карнизом двух «башен» центрального входа, которые завершают линию нижних окон, отмечены даты строительства: «1904» год слева и «1905» год справа. Парадные окна по обеим сторонам центрального фасада обрамлены двумя колоннами. На аттике находятся часы.
В центральной части здания расположен главный вестибюль. Над парадным входом находится огромное арочное витражное окно, украшенное профилированным архивольтом, опирающимся на импосты и полуколонны в нишах.
На открытке серии конца 60-х — начала 70-х гг. XX века фасад вокзала выкрашен в красный цвет и оставался таким до 1998 г.

### Интерьер
Реставрация залов сохранила декоративное оформление дверных и арочных проемов, настенного портала в зале бывшего ресторана (в восточном крыле), чугунные лестницы. Напольная плитка и майоликовая плитка по периметру помещений были восстановлены по фрагментам. «Капители» пилястр в центральном зале, поднятых на уровень второго этажа, завершены маскаронами (женскими головками) и волютами. По периметру стен каждого зала протянут лепной орнамент, на потолках в местах крепления люстр присутствуют панно. Воссозданный витраж на дверях залов ожиданий скрыт информационными указателями. Будки и павильоны освещены лаконичными лампами, которые тем не менее сохраняют акцент на строгой геометрии всего интерьера. Появление ранее отсутствовавших торговых помещений в центральном зале не было продиктовано запросом реставрации: по словам Гончаровой, в процессе ремонта с запланированных двух их увеличили до четырех.

## Движение

### Пригородное сообщение
Ежедневно отправляется около 10 поездов, следованием до Пищалкино и Ярославля. В сторону Пищалкино маршрут отдельных поездов доходит только до Некоуза или Родионово. Маршрут следования некоторых поездов заканчивается в Рыбинске.

### Дальнее сообщение
| № поезда              | Маршрут                     | № поезда              | Маршрут                     |
| --------------------- | --------------------------- | --------------------- | --------------------------- |
| 45 «Текстильный край» | Иваново — Санкт-Петербург   | 46 «Текстильный край» | Санкт-Петербург — Иваново   |
| 337                   | Самара — Санкт-Петербург    | 338                   | Санкт-Петербург — Самара    |
| 347                   | Уфа — Санкт-Петербург       | 348                   | Санкт-Петербург — Уфа       |
| 433                   | Кострома — Санкт-Петербург  | 434                   | Санкт-Петербург — Кострома  |
| 601                   | Рыбинск — Москва            | 602                   | Москва — Рыбинск            |
| 607                   | Ярославль — Санкт-Петербург | 608                   | Санкт-Петербург — Ярославль |

## Инфраструктура
В структуру станции входит железнодорожный вокзал, локомотивное депо,

## Галерея

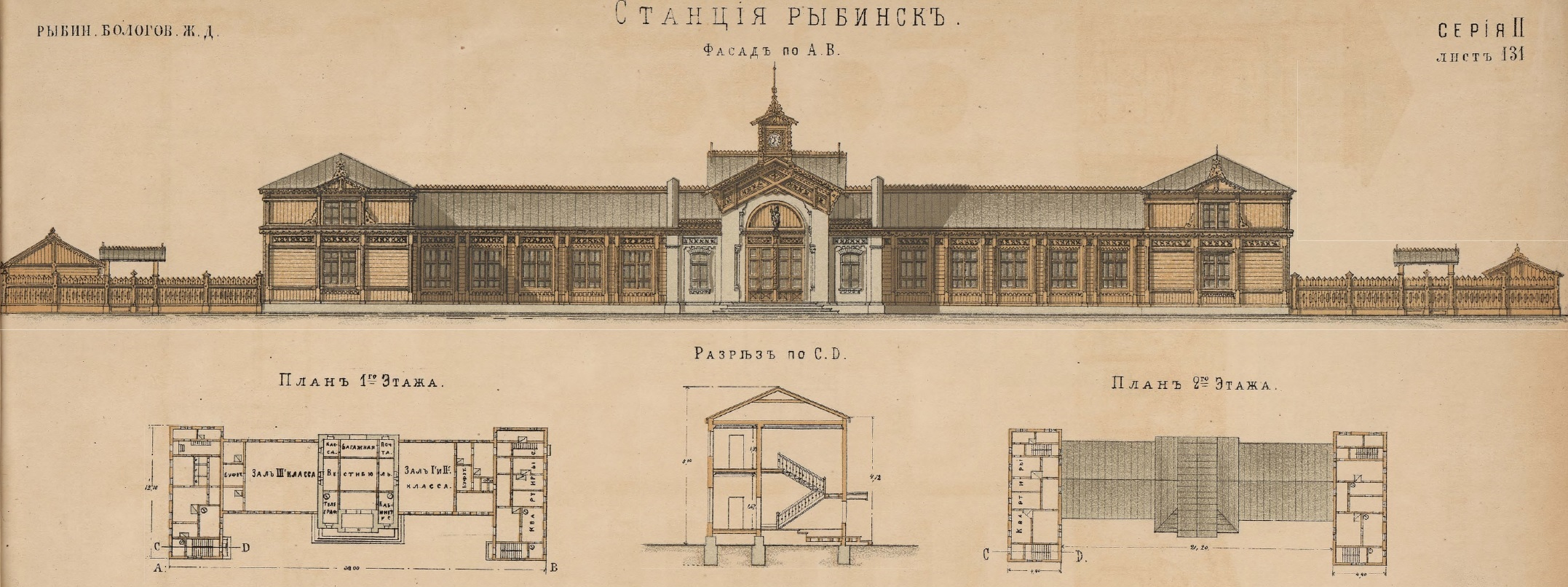
Чертёж вокзала 1870 года постройки
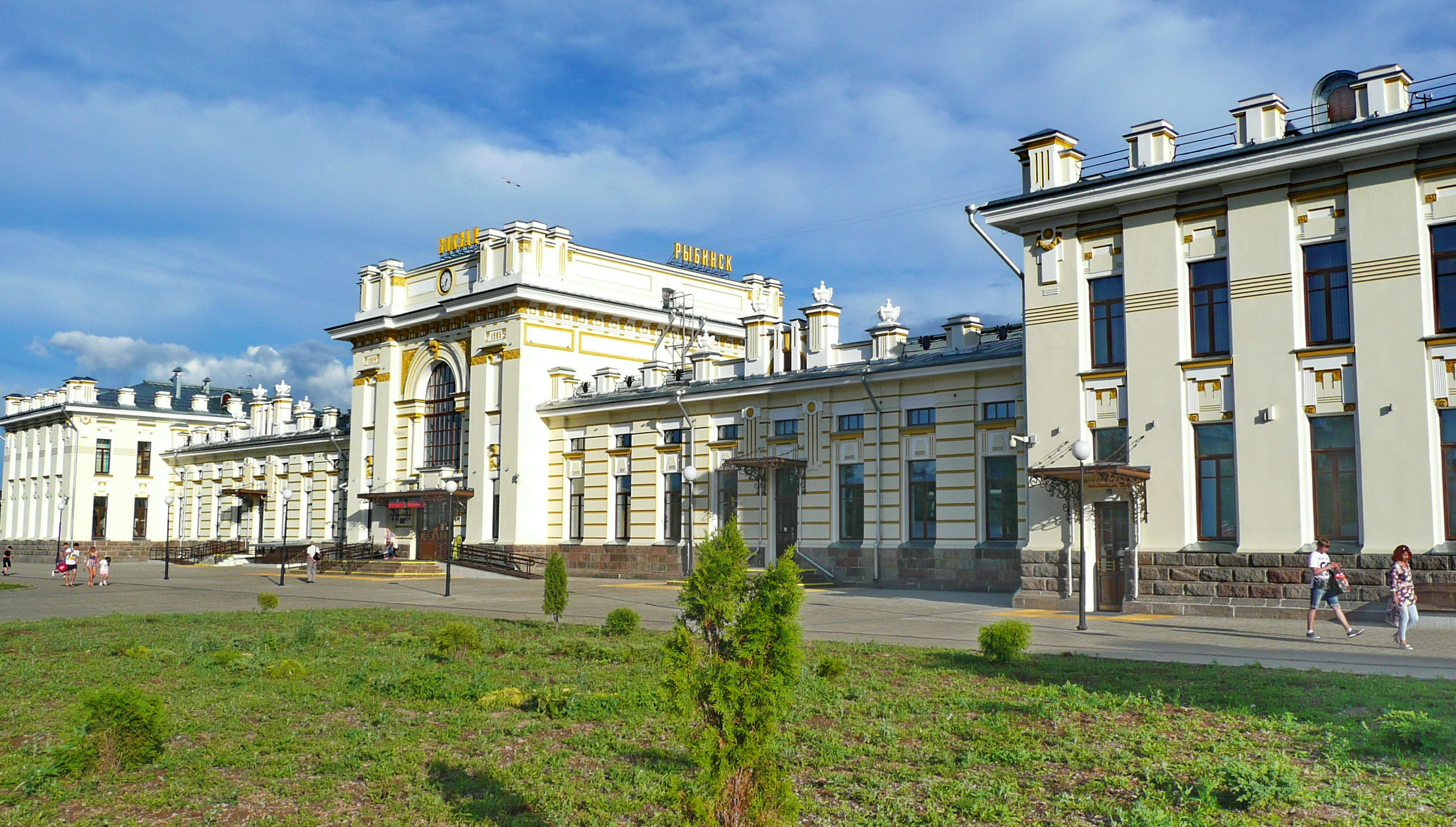
Железнодорожный вокзал
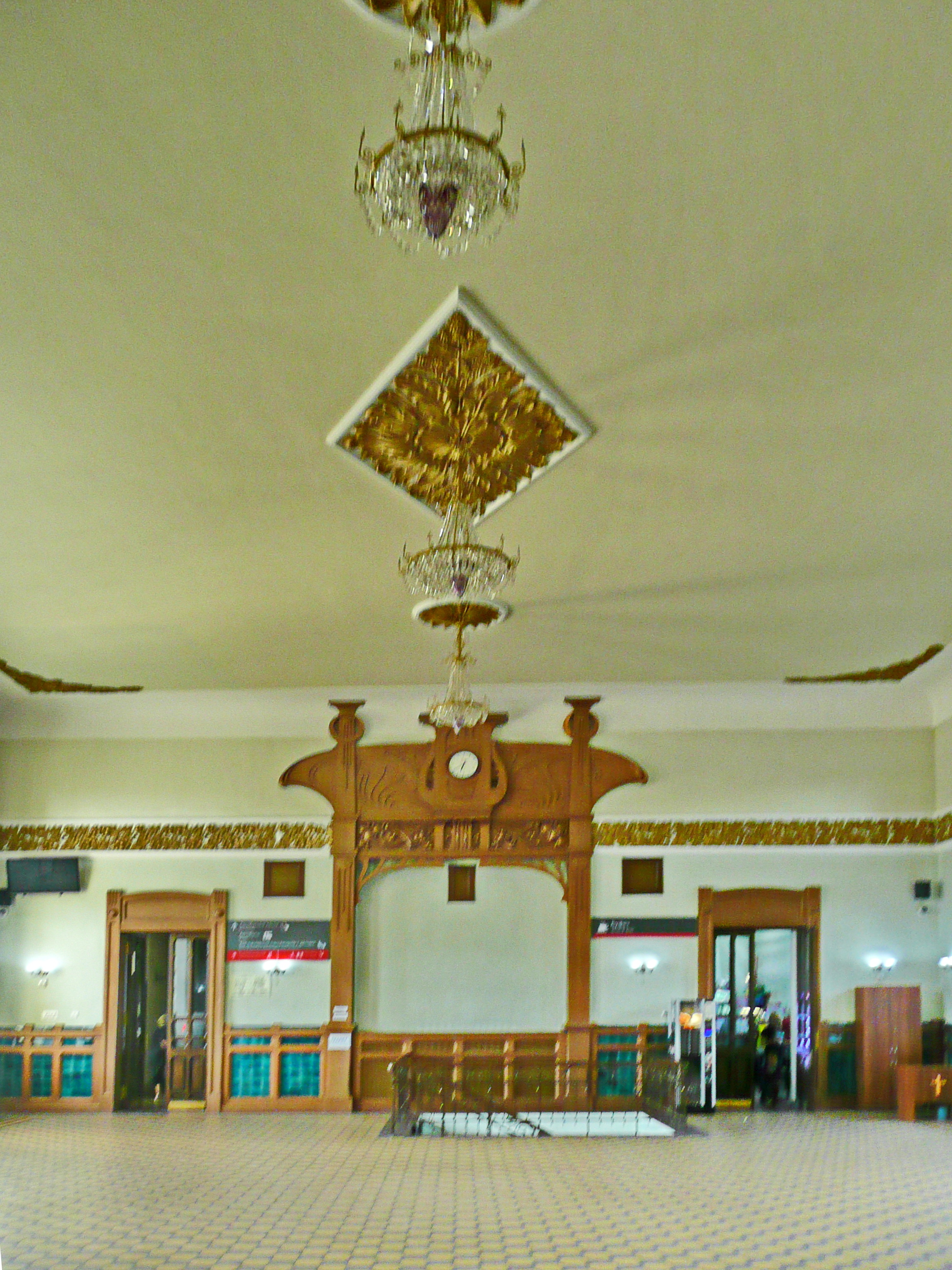
Интерьер после реставрации
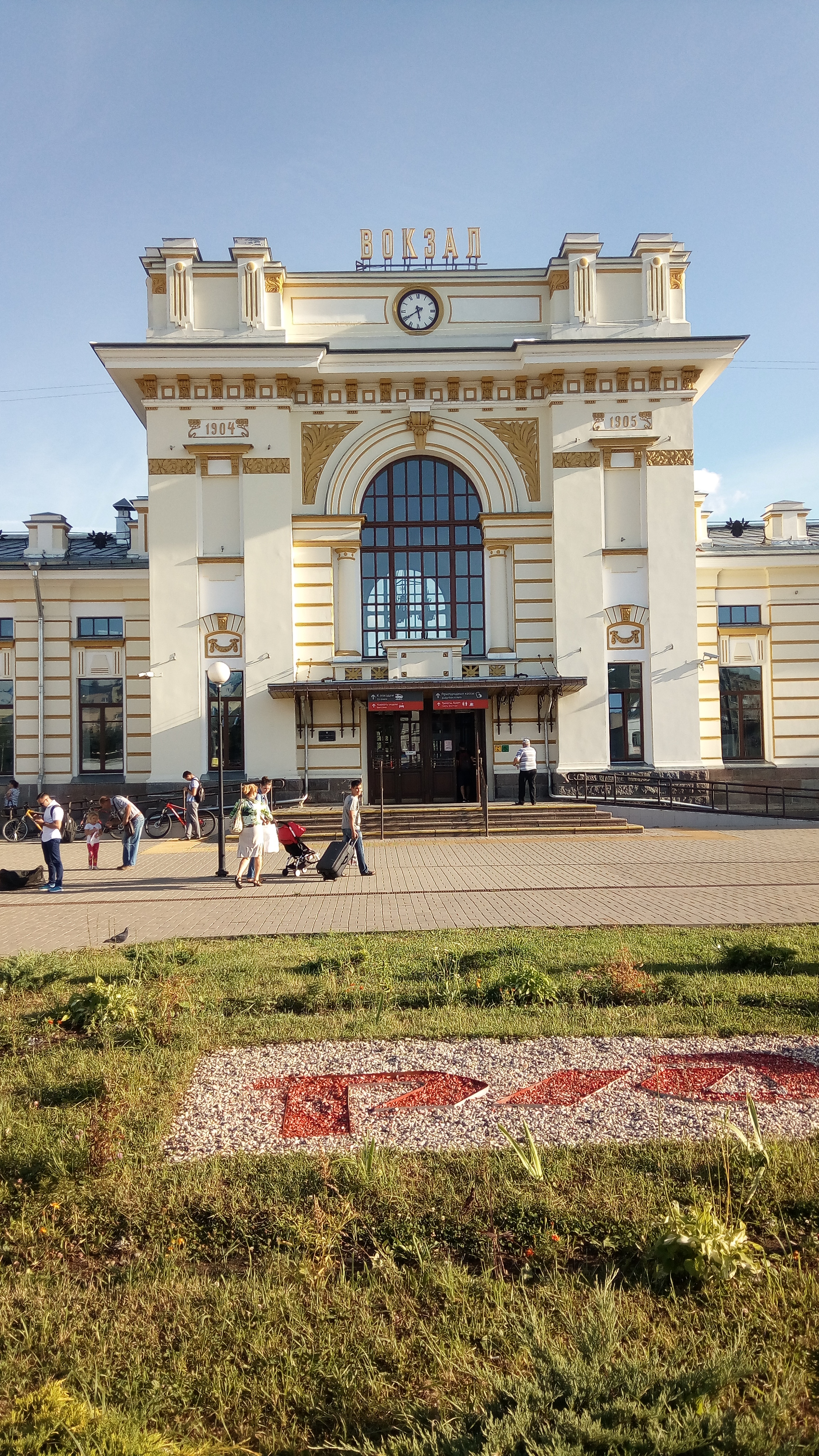
Центральная часть здания вокзала
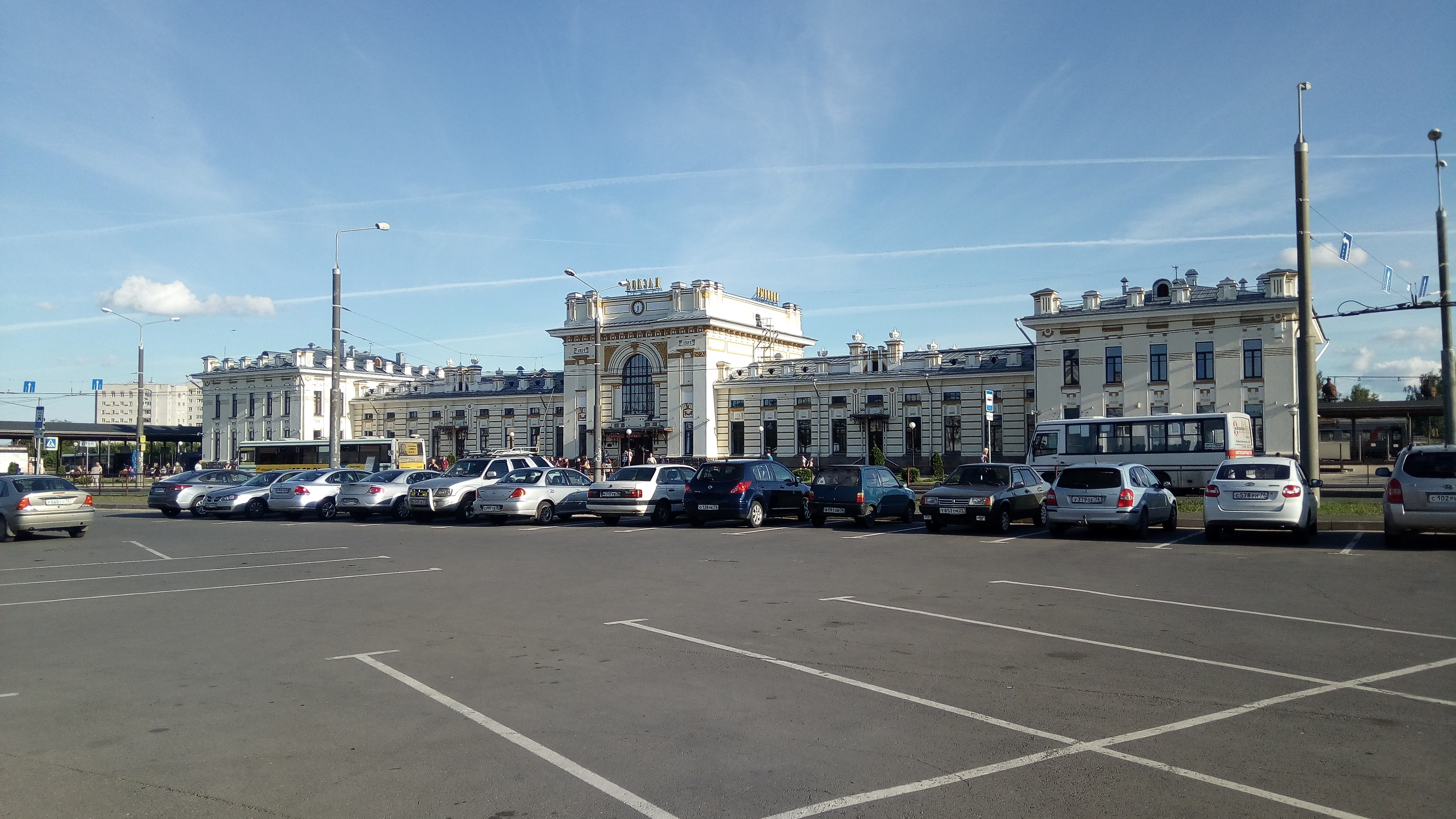
Железнодорожный вокзал
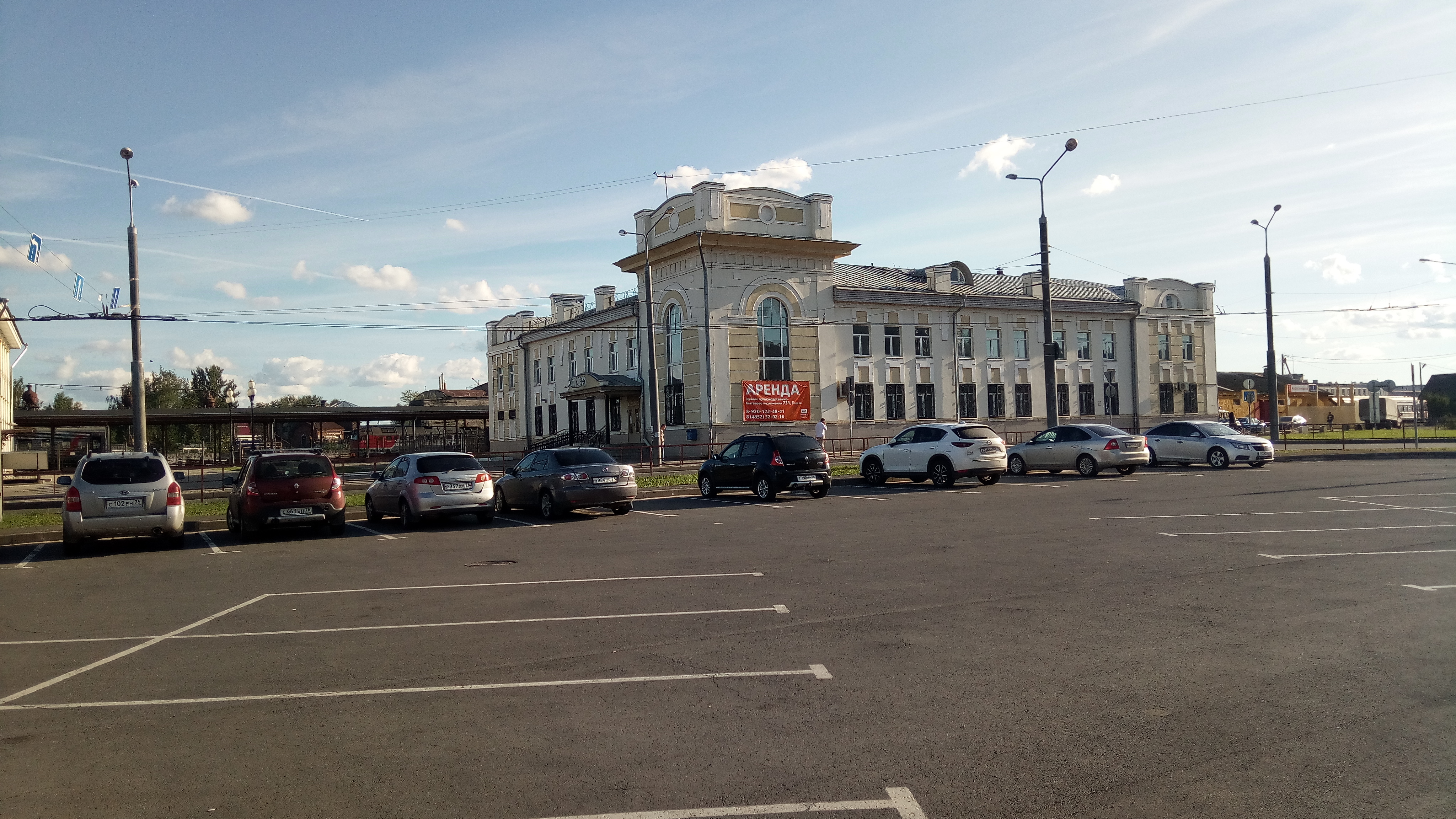
Административно-хозяйственный корпус
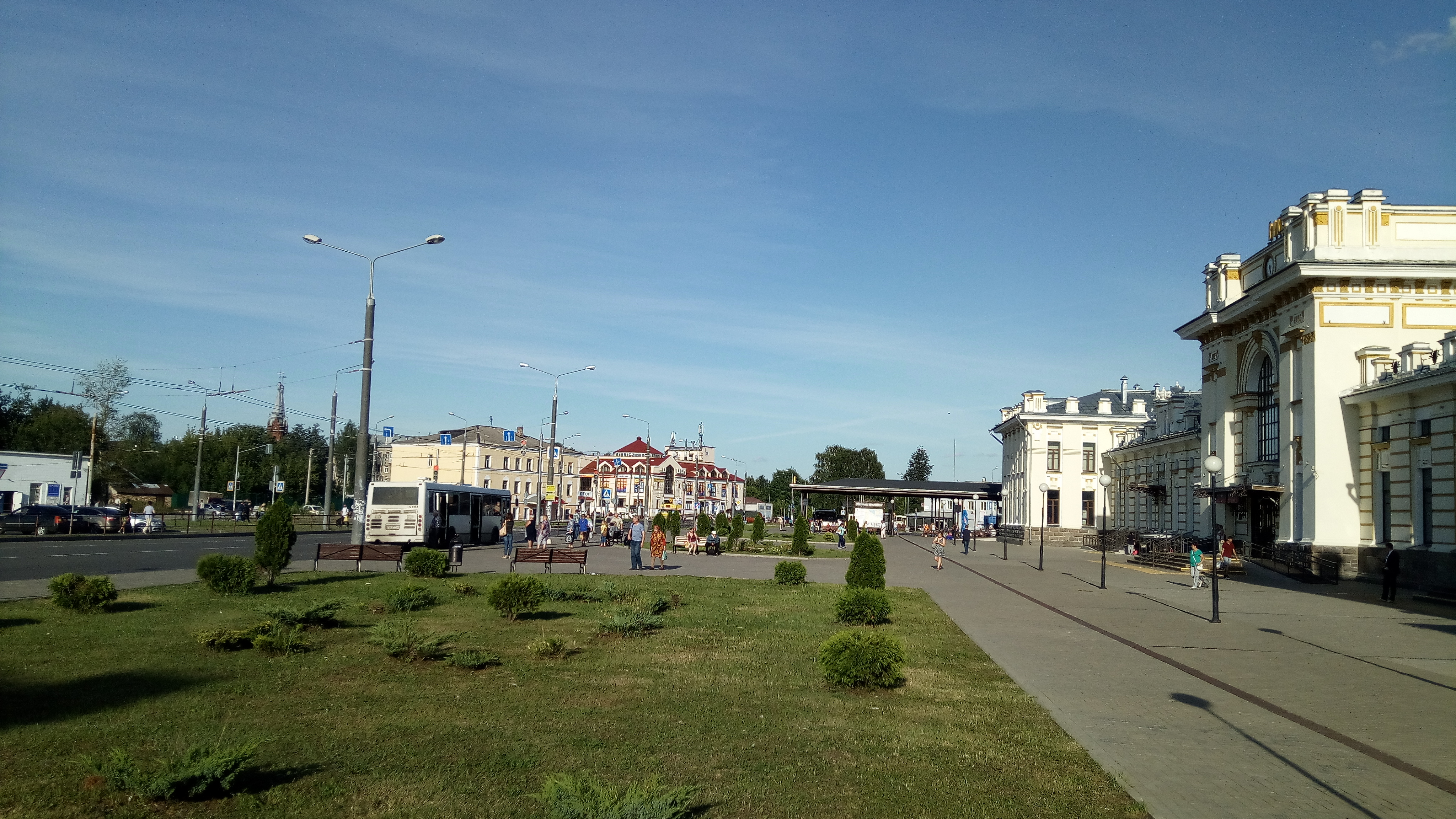
Привокзальная площадь
Мемориальная доска к 50-летию Победы на здании вокзала
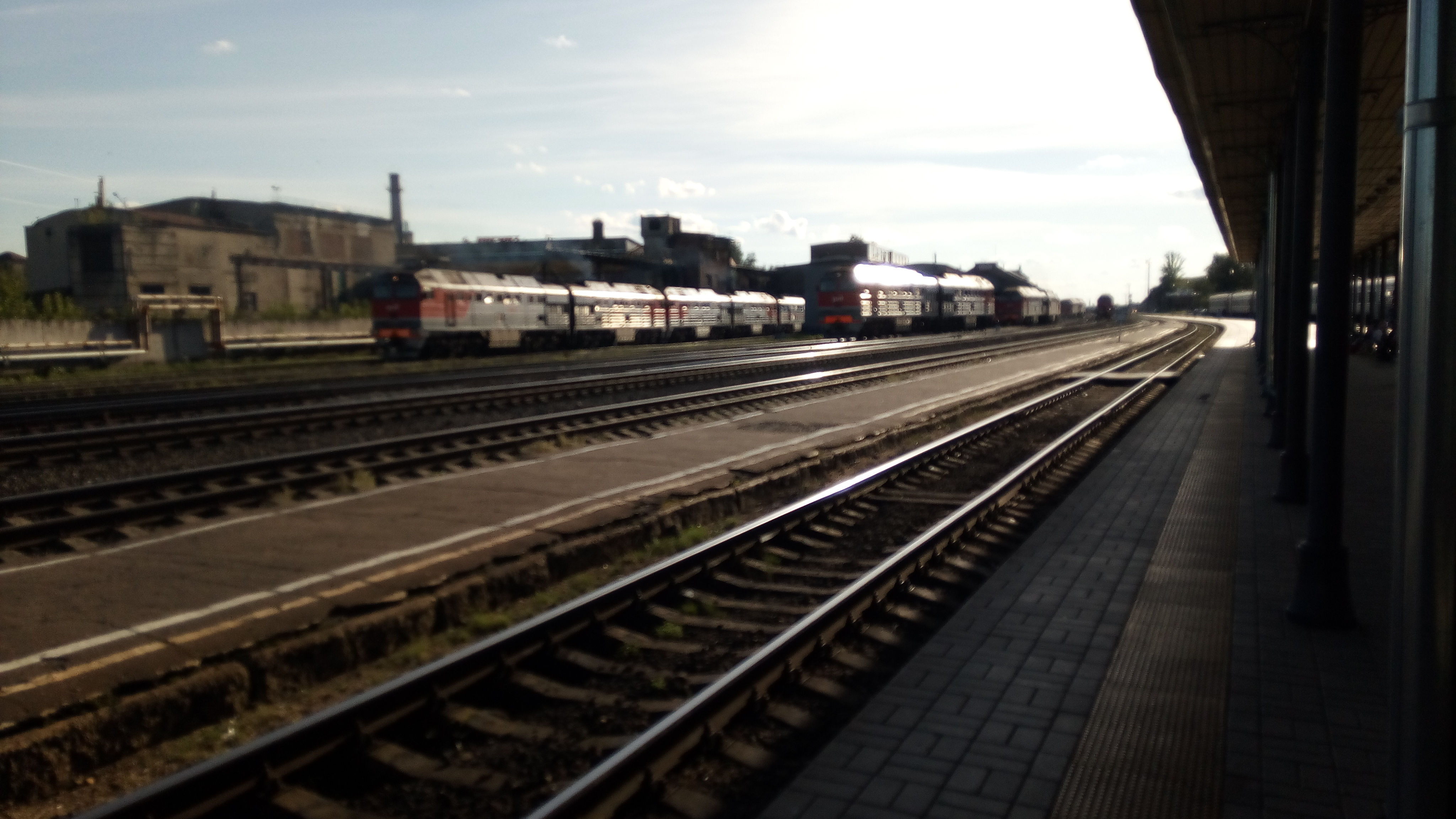
Станция Рыбинск-Пассажирский
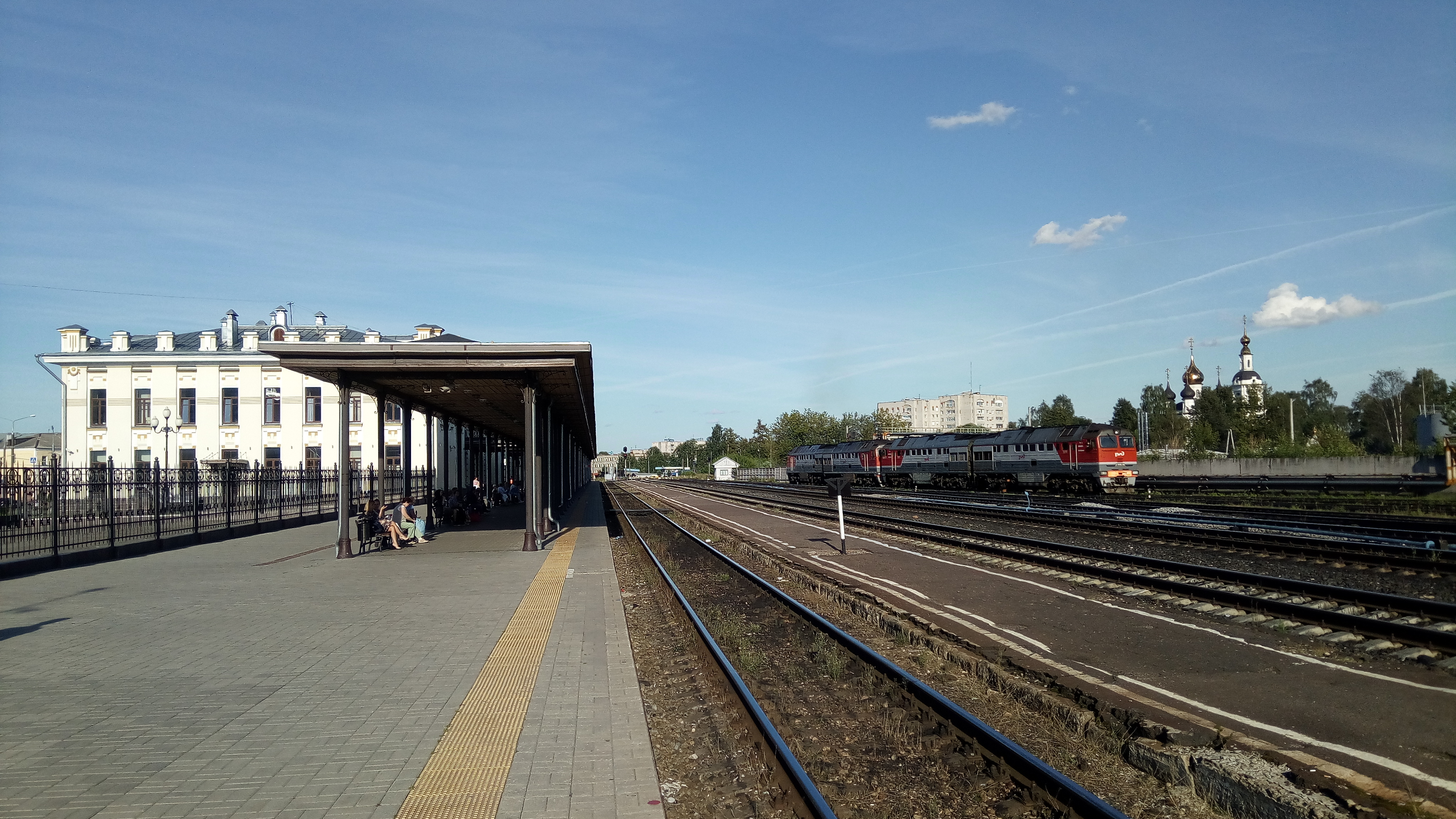
Крытый перрон станции
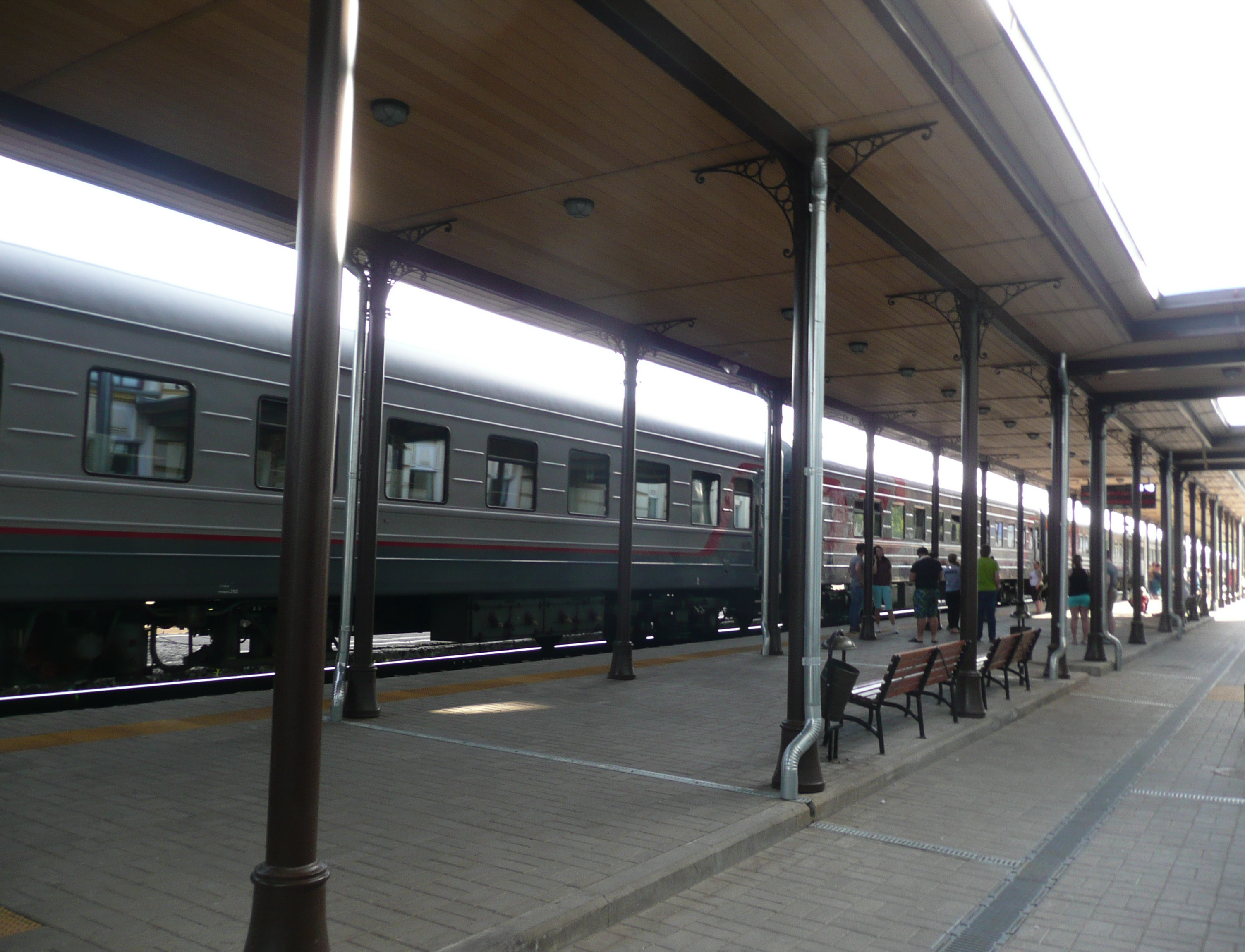
Крытый перрон станции
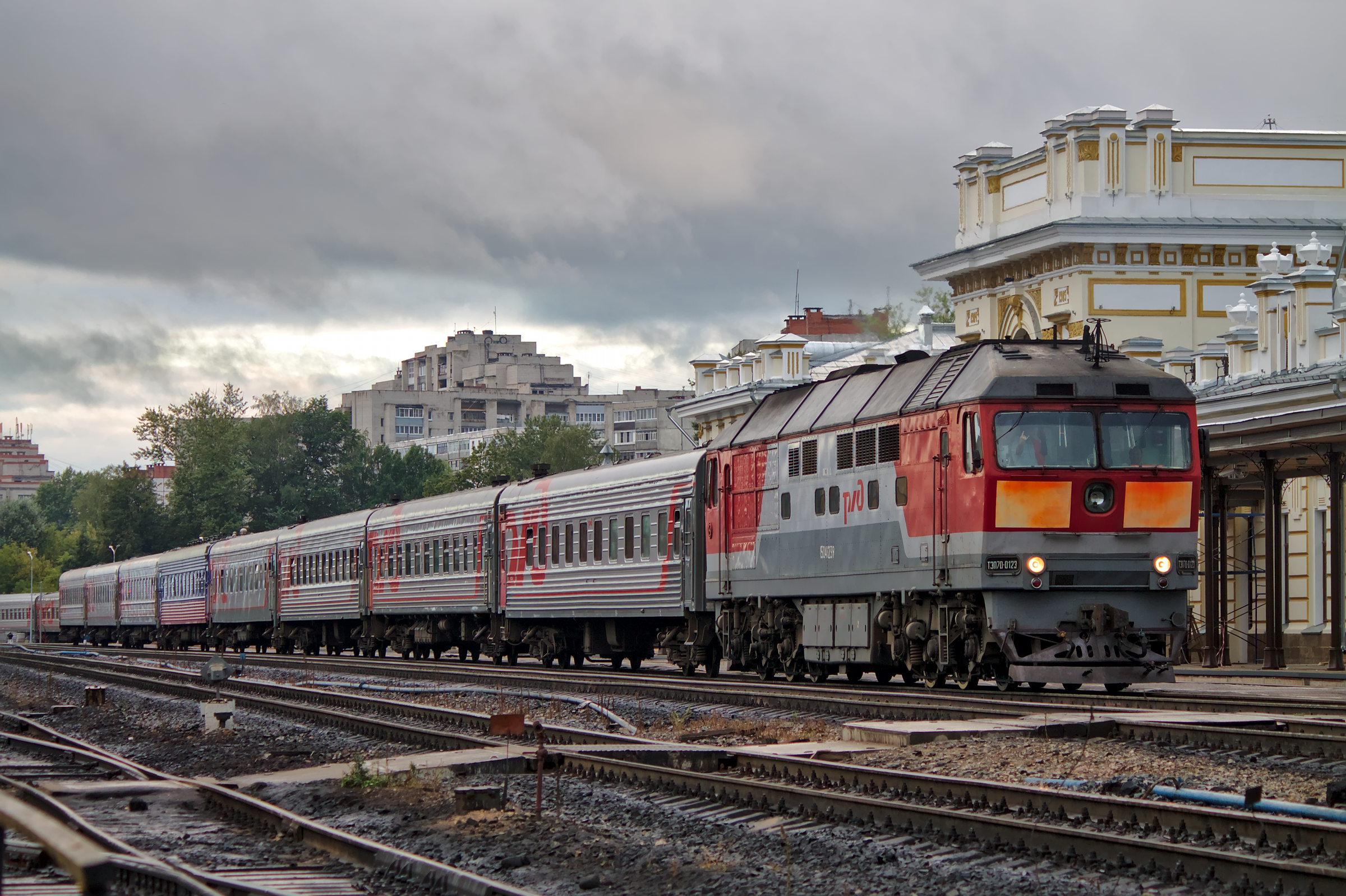
Тепловоз ТЭП70 с пассажирским поездом на станции
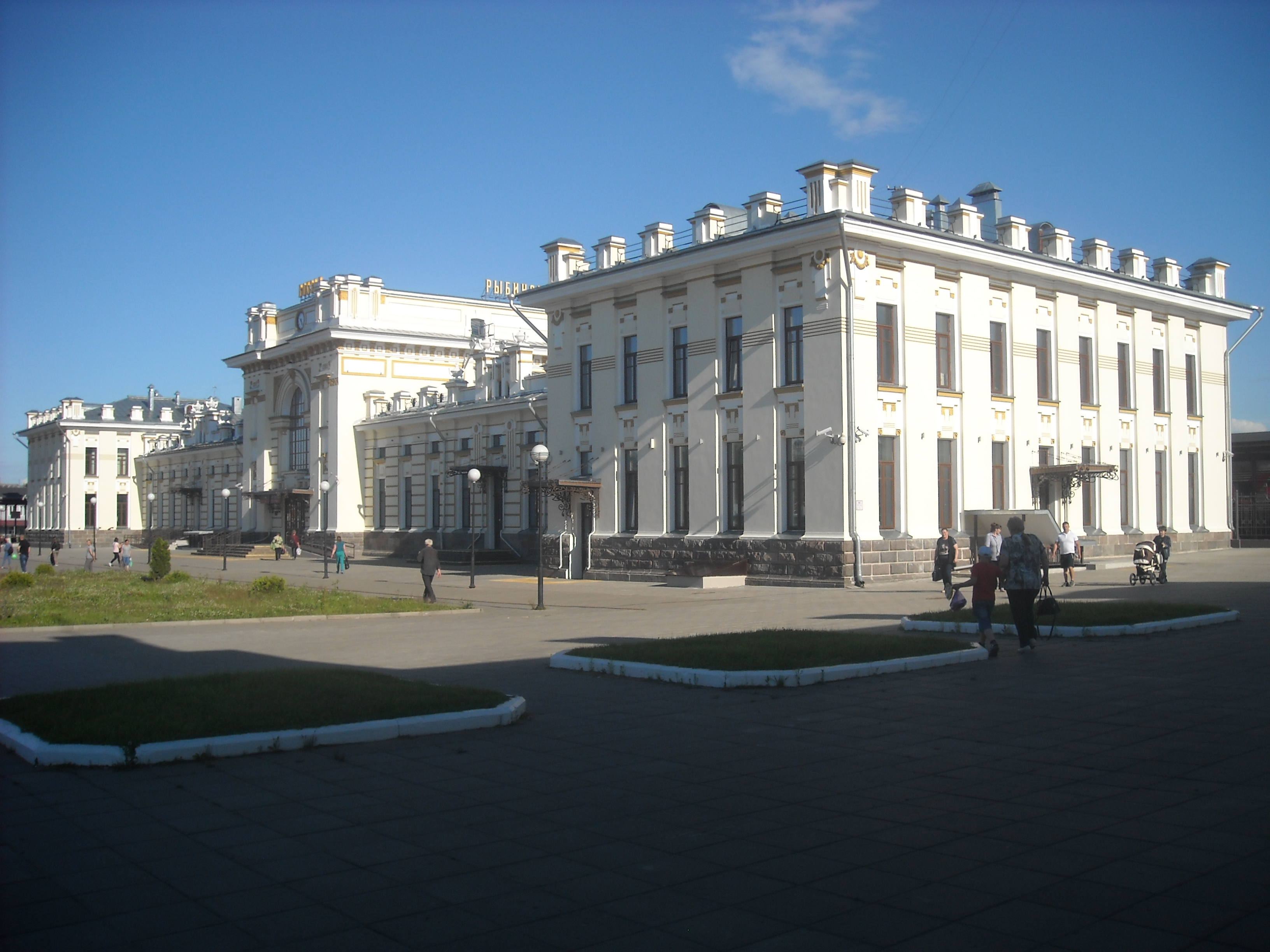
Рыбинский вокзал
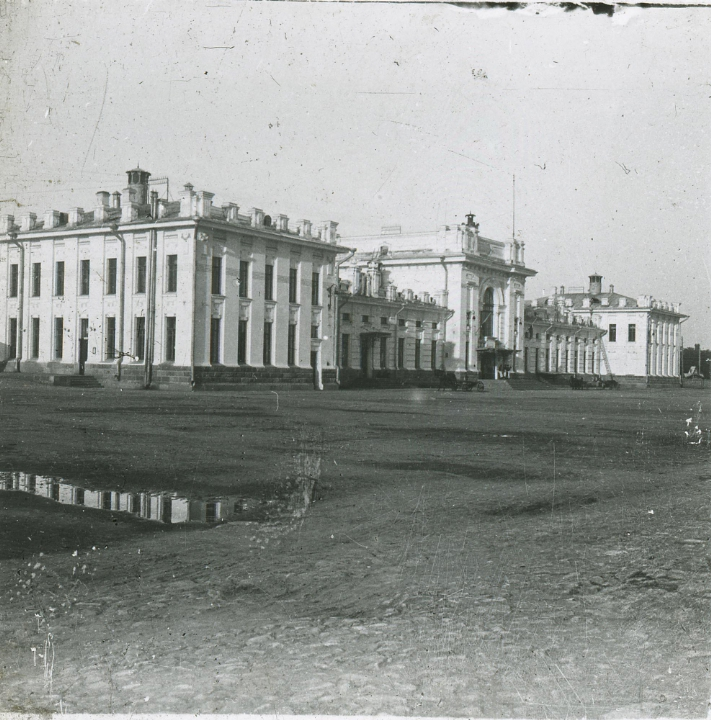
Рыбинск. Вид на железнодорожный вокзал с привокзальной площади 1910 год
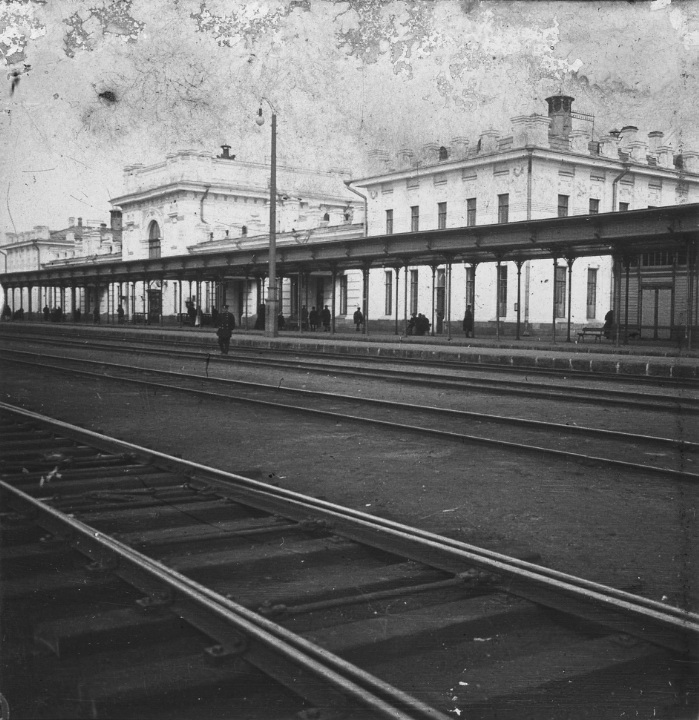
Вид на вокзал с подъездных путей. Рыбинск 1905 год
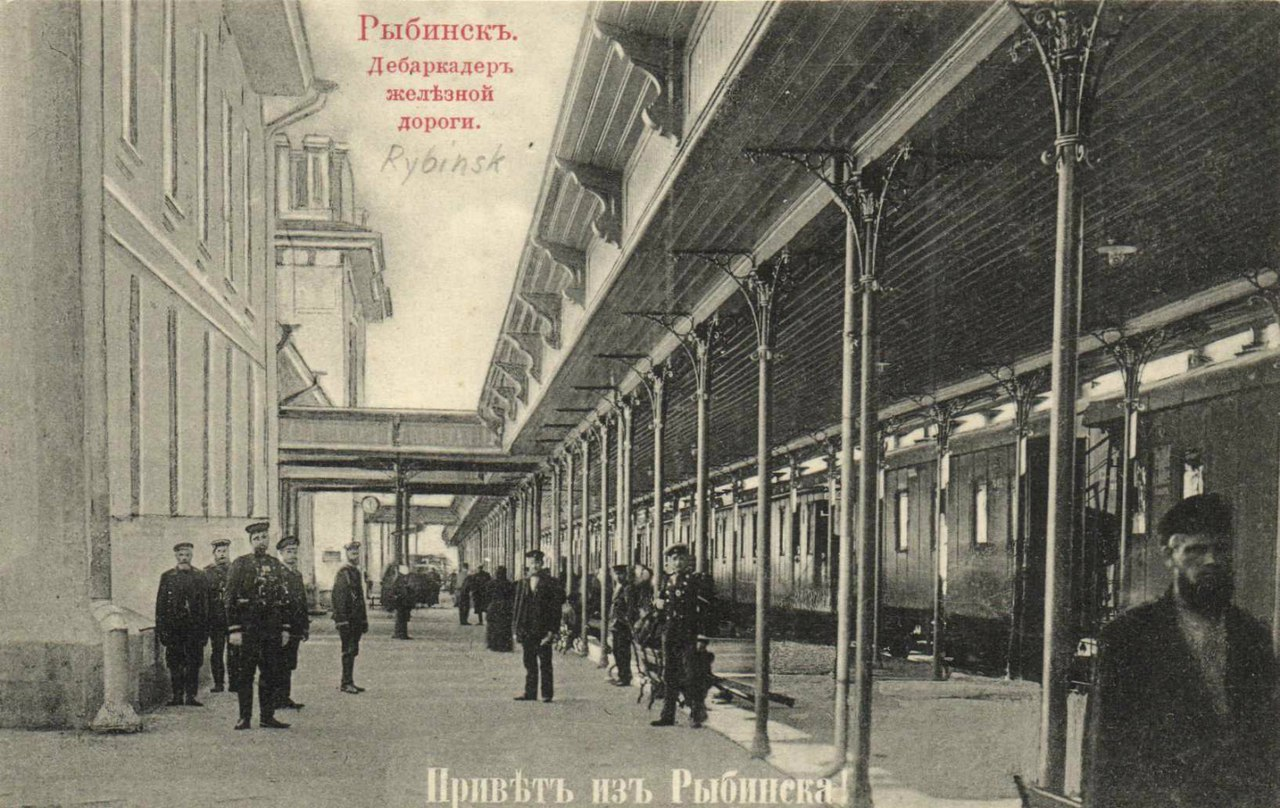
Рыбинск. Дебаркадер железнодорожного вокзала
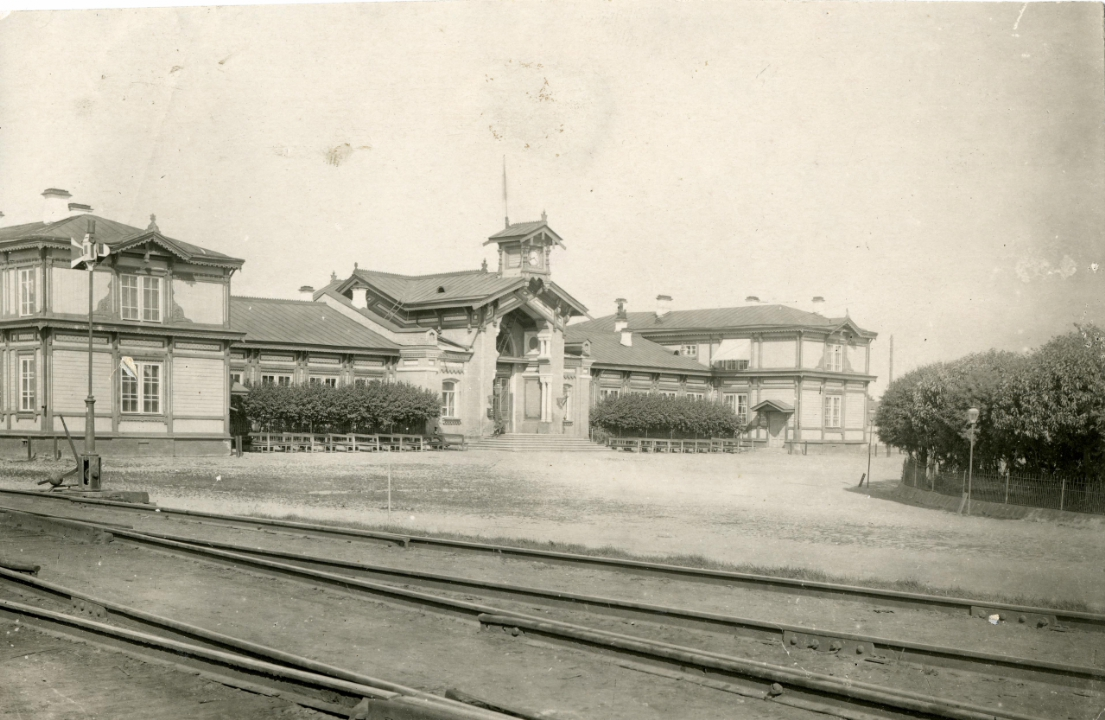
Рыбинск. Железнодорожный вокзал 1870 года постройки
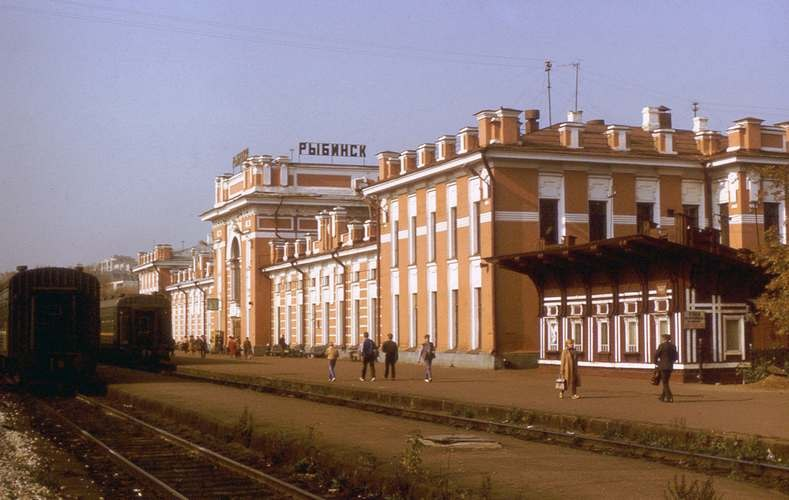
Рыбинский вокзал 1985 год